# FilmEngine
FilmEngine, официально FilmEngine Entertainment — американская независимая развлекательная компания, специализируется на производство фильмов и финансировании, была основана Энтони Рулен в 2001 году.
Рулен ранее был генеральным директором компании. В настоящее время штаб-квартира компании находится в Беверли-Хиллз, Калифорния.

## Фильмы
- 2001 — О (распространяется Lions Gate Films)[8]
- 2002 — Обманщики (Cheats) (распространяется New Line Cinema)
- 2003 — Настоящий Канкун (The Real Cancun) (распространяется New Line Cinema)
- 2004 — Эффект бабочки (The Butterfly Effect) (распространяется New Line Cinema)
- 2004 — Суперзвезда (Raise Your Voice) (распространяется New Line Cinema)
- 2006 — Счастливое число Слевина (Lucky Number Slevin) (распространяется Metro-Goldwyn-Mayer в Соединённые Штаты Америки, Alliance Atlantis в Канада и Entertainment Film Distributors в Великобритания)
- 2006 — Эффект бабочки 2 (The Butterfly Effect 2) (распространяется New Line Cinema)
- 2007 — По прозвищу «Чистильщик» (Code Name: The Cleaner) (распространяется New Line Cinema)
- 2008 — Лунатизм (Sleepwalking) (распространяется Overture Films)
- 2009 — Эффект бабочки 3: Откровения (The Butterfly Effect 3: Revelations) (распространяется After Dark Films и Lionsgate Films)
- 2011 — Ромовый дневник (The Rum Diary) (распространяется FilmDistrict в Соединённые Штаты Америки[9])
- 2013 — Улики (Evidence) (распространяется Image Entertainment)
- 2017[10] — Время псов (The Hunter’s Prayer) (распространяется Saban Films)